# Mette Rosenkrantz (død 1503)
 For alternative betydninger, se Mette Rosenkrantz. (Se også artikler, som begynder med Mette Rosenkrantz)
Mette Rosenkrantz (? – 1503) er datter af Erik Ottesen Rosenkrantz og Sophie Henriksdatter Gyldenstierne.
Hun bliver gift med Eskil Gøye og sammen får de bl.a. 2 sønner Mogens Gøye og Henrik Gøye og skal have klostergivet sig.

## Reference
1. ↑  Eskild Gøye i DBL